# Maria Louise Pool
Maria Louise Pool est une écrivaine américaine, née le 20 août 1841 à Rockland au Massachusetts et décédée le 19 mai 1898 dans la même ville.

## Biographie

### Enfance
Maria Louise Pool nait le 20 août 1841 à Rockland, dans le Massachusetts, aux États-Unis. Elle fréquente les écoles publiques de sa ville natale de Rockland.

### Parcours professionnel et écriture
À la suite de ses études, elle enseigne pendant deux ans. 
Elle commence à publier ses premières histoires à l'âge de 20 ans, dans divers magazines. Elle écrit dans plusieurs journaux dont un journal de Philadelphie. Lorsqu'elle déménage à Brooklyn dans les années 1870, elle écrit pour le New York Tribune et l'Evening Post. Maria Louise Pool appartient au mouvement et au style local color (en), un type de littérature américaine qui fait son apparition à la fin des années 1860, juste après la guerre civile,.

### Vie privée
Maria Louise Pool vit, pendant un temps, et ce, jusqu'à sa mort, avec Caroline M. Branson.

### Mort
Elle meurt le 19 mai 1898 à Rockland, dans le Massachusetts, à l'âge de 56 ans.

## Œuvres
- (en) A Vacation in a Buggy, Legare Street Press, 2002 (1re éd. 1887) (ISBN 9781296741259, lire en ligne)[5]
- (en) Roweny in Boston, Hansebooks, 2017 (1re éd. 1892) (ISBN 978-3337022877, lire en ligne)[6]
- (en) The Two Salomes, Kessinger Publication, 2010 (1re éd. 1893) (ISBN 978-1163912522, lire en ligne)[7]
- (en) Against Human Nature, Palala, 2016 (1re éd. 1895) (ISBN 978-1355683056, lire en ligne)[8]
- (en) In Buncombe County (1re éd. 1896) (lire en ligne)[9]
- (en) A Golden Sorrow, Nabu Press, 2023 (1re éd. 1898) (ISBN 978-1248813560, lire en ligne)[10]
- (en) A Widower & Some Spinsters; Short Stories, The Classics, 2013 (ISBN 978-1230410159, lire en ligne)[11]
- (en) The Meloon Farm, 1900 (lire en ligne)[12]